# Sfinksen
Sfinksen (norwegisch für Sphinx) ist ein Nunatak im ostantarktischen Königin-Maud-Land. Er ragt 1,5 km südlich des Pyramiden am südwestlichen Ende des Ahlmannryggen auf.
Norwegische Kartographen benannten ihn deskriptiv und nahmen anhand von Luftaufnahmen und Vermessungen der Norwegisch-Britisch-Schwedischen Antarktisexpedition (1949–1952) eine Kartierung vor.